# تعلم القراءة

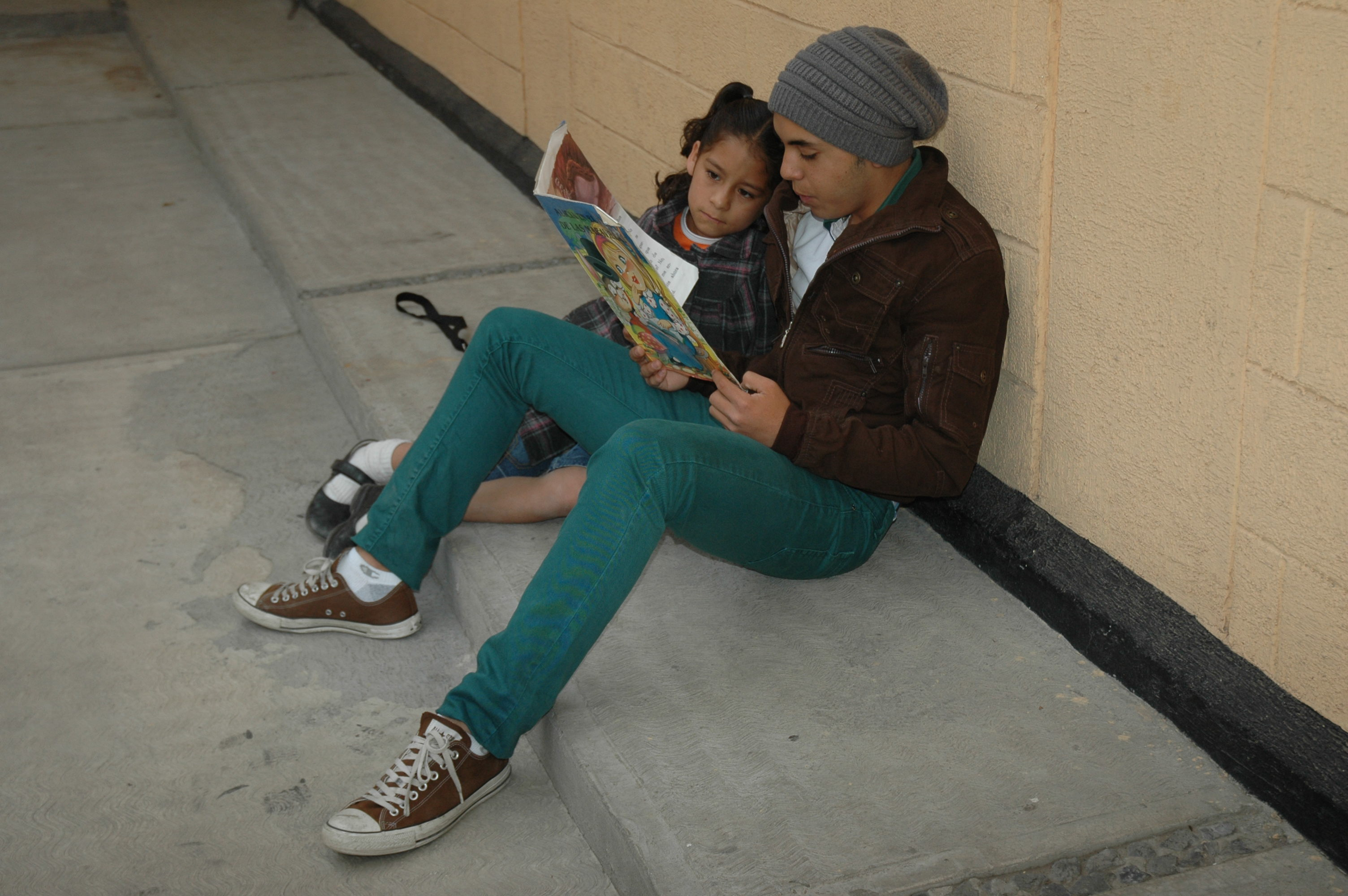
متطوع يقرأ لفتاة صغيرة في ميكسيكو سيتي

تعلُم القراءة هو اكتساب وممارسة المهارات اللازمة لفهم المعنى الكامن وراء الكلمات المطبوعة، وبالنسبة للقارئ الجيد إلى حد لائق فإنه غالبًا ما يشعر أن مهارة القراءة بسيطة وتلقائية ولا تتطلب المشقة، ومع ذلك فإن عملية تعلم القراءة عملية مُعقدة مبنية على المهارات الاجتماعية واللغوية والمعرفية التي تُطور في سن صغيرة جدًا.

## نُظم الكتابة
يلزم عادة لفهم نص فهم اللغة المنطوقة المرتبطة بهذا النص، وعليه فإن نُظم الكتابة تمتاز عن العديد من نُظم الاتصالات الرمزية الأخرى.[بحاجة لمصدر] وتتغير نُظم الكتابة على العموم منذ نشأتها تغيرًا أكثر بطئًا عن نظيراتها المنطوقة، وتحافظ غالبًا على المميزات والتعبيرات التي لم تعد متداولة في اللغة المنطوقة. وتتمثل الفائدة الكبيرة لنُظم الكتابة في قدرتها على الحفاظ على تدوين مستمر للمعلومات التي تعبر عنها اللغة مما يمكن استرجاعها بشكل مستقل عن الفعل الاستهلالي للصياغة.

## اكتساب مهارة القراءة
تبدأ قدرة الطفل على تعلم القراءة في الطفولة وهي معروفة باسم «الاستعداد للقراءة» حيث يبدأ الطفل في الإصغاء لإشارات الحديث في بيئته ويبدأ في إنتاج اللغة المنطوقة. ويستخدم الأطفال بشكل أو بآخر كل الأدوات الممنوحة لهم بما في ذلك كل تصور ومفهوم وكلمة تلامسهم وبالتالي فإن البيئة التي ينمو فيها الطفل تؤثر على قدرة الطفل على تعلم القراءة.

### السن المناسب لتعلم القراءة والكتابة
يؤيد بعض الباحثون نهجًا مناسبًا من الناحية التنموية يبدأ فيه تعليم الطفل القراءة رسميًا عندما يصل عمره إلى ست أو سبع سنوات، بينما يؤيد آخرون قدرًا محدودًا من تعلم القراءة والكتابة في عمر أربع وخمس سنوات بالإضافة إلى أنشطة غير اكاديمية محفزة فكريًا.

## تطور القراءة
هناك خمس مراحل لتطور القراءة، وهي ما قبل القارئ والقارئ المبتدئ والقارئ الفاهم والقارئ بليغ الفهم والقارئ الخبير، ومن الطبيعي أن ينتقل الأطفال بين هذه المراحل المختلفة بمعدلات مختلفة.

### ما قبل القارئ
تُعرف هذه المرحلة أيضًا بمرحلة التأهيل للقراءة، وتبدأ بجلوس الطفل الصغير واستماعه إلى شخص يقرأ له، وهو يستغرق عدة سنوات من الخبرة اللغوية جنبًا إلى جنب مع زيادة كلا من التنمية المفاهيمية والاجتماعية. ومما يبين أن هذه العملية تبدأ في وقت مبكر من حياة الطفل حقيقة أن الأطفال عادة ما ينطقون بكلماتهم الأولى قبل يوم ميلادهم الأول، وتستمر مرحلة «ما قبل القارئ» عادة لمدة خمس سنوات من حياة الطفل.

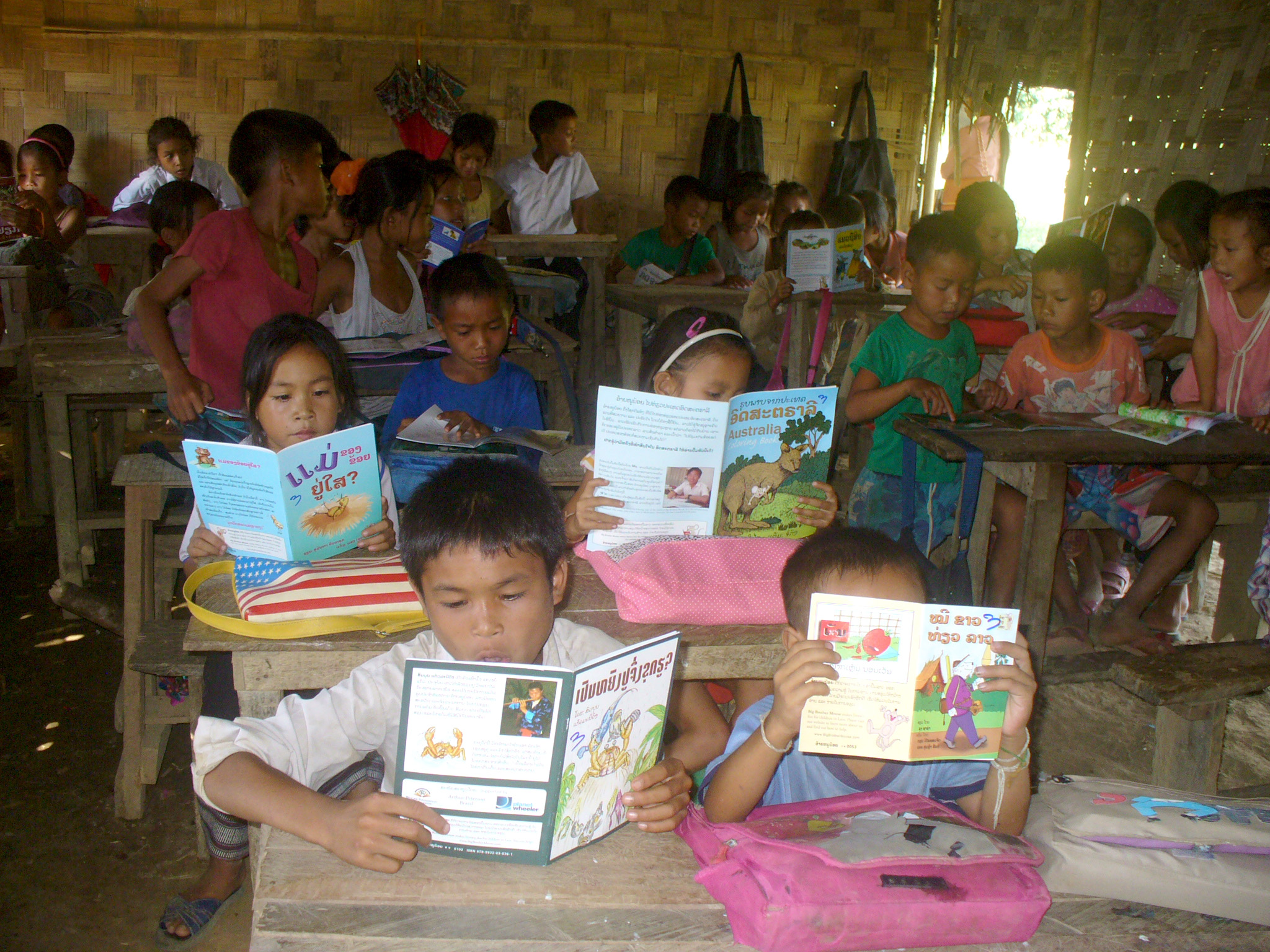
وقت القراءة في مدرسة ابتدائية في (لاوس) الريفية.

### القارئ المبتدئ
الخطوة التالية في عملية تعلم القراءة هي مرحلة القارئ المبتدئ، والمعروفة أيضًا باسم تداعي المعاني الانتقائي، وتبدأ بتعلم الطفل فك شفرة الكلمات المطبوعة وفهم معنى ما فك شفرته،

### القارئ بليغ الفهم
المرحلة التالية في تطور القراءة هي مرحلة القاري بليغ الفهم، والتي فيها يتحول الأطفال من مرحلة تعلم القراءة لمرحلة القراءة للتعلم، وفي هذه المرحلة يبني القارئ خلفية متينة عن معرفة التهجي.

### القارئ الخبير
المرحلة الأخيرة في مراحل تعلم القراءة هي مرحلة القاري الخبير، فعندما يصل القارئ إلى هذه المرحلة من مراحل القراءة فإنه عادة ما يستغرق نصف ثانية في قراءة أي كلمة تقريبًا.

## المهارات المطلوبة للقراءة بإتقان
تشمل المهارات المطلوبة للقراءة بإتقان كلًا من الوعي الفونيمي والطلاقة والمفردات والفهم القرائي، وذلك وفقًا للتقرير الصادر عن اللجنة الوطنية للقراءة في الولايات المتحدة الأمريكية في 2000. لا يعتبر الوعي الفونيمي ضروريًا للقراءة بإتقان كما هو الحال في حروف الأبجدية اللاتينية، بل تحتاج إلى إدراك لأجزاء الكلام المنفردة، والتي قد تتضمن الكلمة الكاملة (مثل الحروف الصينية) أو مقاطع (مثل اليابانية) إضافة إلى لغات أخرى، وذلك اعتمادًا على نظام الكتابة المستخدم. هناك مهارات مهمة أخرى مثل: التسمية التلقائية السريعة وفهم عام لعلم إملاء اللغة والممارسة.
- إدراك الكلام: يعتبر إدراك الأجزاء المنفردة للكلام بصيغتها المنطبقة على الحروف المكتوبة من الأهمية بمكان لفهم القراءة (والتي تُعرف على أنها ترجمة الحروف المكتوبة إلى لغة منطوقة). ينتشر الوعي الصوتي، المعني بالتلاعب بالقافية والمقاطع وبالبدايات والسجع، في الأنظمة الأبجدية. يعتمد الجزء المهم من الكلام على نظام الكتابة المستخدم.[8]
- الطلاقة: هي قابلية القراءة الشفهية بسرعة ودقة وتعبير صوتي. تُعد قابلية القراءة بطلاقة أحد أهم العوامل اللازمة لفهم القراءة. قد يصعب على القارئ غير المتقن للغة تذكر ما قرأه وربط الأفكار التي عبر عنها النص بخلفيته المعرفية.  تساعد الدقة والتلقائية في القراءة على الربط بين الترجمة والفهم.[9]
- المفردات: يعتبر تطوير المفردات اللغوية من الجوانب المهمة في القراءة والفهم. قد يواجه القارئ كلمة غير مألوفة بالنسبة إليه فيلجأ إلى ترجمتها لاستخراج اللفظ المنطوق لها وسيفهم القارئ هذه الكلمة في حال وجودها في المفردات المنطوقة للقارئ. خلافًا لذلك، يجب على القارئ أن يستخرج معنى الكلمة باستخدام إستراتيجية أخرى، كاعتماده على السياق الذي وردت فيه الكلمة. تتسبب إعاقة نمو مفردات الطفل لأسباب متعددة، مثل التهابات الأذن التي تمنع الطفل من سماع كلمات جديدة بصورة مستمرة، بإعاقة قدرة هذا الطفل على القراءة أيضًا. [9]
- الفهم القرائي: تصف اللجنة الوطنية للقراءة الفهم بأنه عملية معرفية معقدة والتي ينخرط فيها القارئ عمدًا وتفاعليًا مع النص. يعتمد الفهم القرائي كثيرًا على التعرف على الكلمات والترجمة وطلاقة القراءة الشفهية وغزارة المفردات والمشاركة الفاعلة مع النص.[10]
- التسمية التلقائية السريعة: تتنبأ قدرة الشخص بنطق أسماء الأحرف والأشياء والألوان بسرعة بقدرة هذا الشخص على القراءة. يُمكن أن يتعلق هذا بأهمية الاسترجاع السريع للتمثيل الصوتي من الذاكرة طويلة الأمد في القراءة وأهمية دارات تسمية الأشياء في النصف الأيسر من الكرة المخية والمسؤولة عن دعم قدرات الطفل في التعرف على الكلمات.[11]
- تصف أو تحدد قواعد الكتابة مجموعة الرموز المستعملة في لغة ما، والقواعد المخصصة لكتابة هذه الرموز. تتزايد عملية نمو قواعد الكتابة مع تعلم الطفل للقراءة. يُعد تعلم اتجاه الكتابة ومعرفة أشكال الخطوط والحرف الكبير من كل رمز من أوائل الإرشادات الإملائية الأساسية التي يتعلمها الطفل. يجب على القراء فهم عناصر اللغة المكتوبة ليتمكنوا من القراءة بإتقان، وتتضمن هذه العناصر كلًا من التشريط وتكبير الحروف وفواصل الكلمات والإبراز والترقيم[12]
- الممارسة:  يُحسن الاطلاع المستمر على المطبوعات كثيرًا من جوانب تعلم القراءة وخاصة معرفة الكلمات المنفردة. يزيد كذلك من سرعة التعرف على الكلمات عالية التردد والتي تسمح بزيادة الطلاقة في القراءة. تساهم أيضًا في نمو القدرة الإملائية والفهم القرائي وتنمية المفردات.

## صعوبات القراءة
تشمل صعوبات القراءة واحدة أو أكثر من الأمور التالية: الترجمة أو سرعة القراءة أو طلاقة القراءة أو الفهم القرائي. 

### الترجمة
تتسم الصعوبات المتعلقة بالترجمة بعدم اكتساب مفهوم خرائط الوحدة الصوتية-الوحدة الخطية. يُعد عسر القراءة من أنواع الإعاقة التي تتسبب بصعوبة في الترجمة، وتُعرف عسر القراءة على أنها أحد أنواع الإعاقات التعليمية التي تعيق قابلية الشخص على القراءة. يقرأ هؤلاء الأشخاص عادة بمستويات أقل بكثير من المستويات المتوقعة على الرغم من امتلاكهم لمعدل ذكاء طبيعي. يُمكن أن ينتقل هذا الاضطراب بين الأشخاص في العائلة الواحدة بالوراثة، وقد حددت دراسات حديثة عددًا من الجينات التي قد تعرض حاملها للإصابة بعسر القراءة. تختلف أعراض عسر القراءة من شخص إلى آخر، وتتضمن الأعراض الشائعة للأشخاص المصابين بعسر القراءة كلًا من صعوبة في التهجئة وفي المعالجة الصوتية (التلاعب بالأصوات) و/أو في الاستجابة المرئية-الكلامية. قد يعاني البالغون من عسر القراءة النمائي أو من عسر القراءة المكتسب والذي يحدث بعد الإصابة بتلف في الدماغ أو جلطة دماغية أو الخرف.

### سرعة القراءة
يمتلك الأشخاص الذين يعانون من صعوبات في سرعة القراءة معرفة دقيقة بالكلمات ومهارات فهم قرائية طبيعية، لكن سرعة قرائتهم أقل من المستوى الطبيعي. قد تساهم بعض الاستراتيجيات مثل القراءة الموجهة والقراءة الصامتة والقراءة التمثيلية في زيادة سرعة القراءة للقارئ.

### طلاقة القراءة
يفشل  الأشخاص الذين يعانون من صعوبات في طلاقة القراءة في الحفاظ على وتيرة سلسة وناعمة أثناء القراءة. يُمكن الاستفادة من الاستراتيجيات المستعملة في التغلب على صعوبات سرعة القراءة في التصدي لمشاكل طلاقة القراءة أيضًا.

### الفهم القرائي
يوصف الأشخاص الذين يعانون من مشاكل في الفهم القرائي عادة بأنهم ضعيفو الفهم. يمتلك هؤلاء الأشخاص مهارات ترجمية طبيعية إضافة إلى سرعة قراءة سلسة، لكنهم يواجهون صعوبة في فهم الكلمات المكتوبة عند قراءتها. قد تساعد زيادة المعرفة بالمفردات وتحسين مهارات الاستماع وتعليم المهارات الأساسية للفهم في تحسين الفهم القرائي لدى هؤلاء الأشخاص.